# NGC 311
NGC 311 je čočková galaxie v souhvězdí Ryb. Její zdánlivá jasnost je 13,0m a úhlová velikost 1,4′ × 0,7′. Je vzdálená 233 milionů světelných let, průměr má 100 000 světelných let. Je členem skupiny galaxií LGG 14, skupiny okolo galaxie NGC 315. Galaxii objevil 15. září 1828 John Herschel.